# Loch Leurbost
Loch Leurbost, schottisch-gälisch Loch Liurboist, ist eine Meeresbucht an der Ostküste der schottischen Hebrideninsel Lewis and Harris. Als Teil von Lewis gehörte sie historisch zur traditionellen Grafschaft Ross-shire beziehungsweise später zur Verwaltungsgrafschaft Ross and Cromarty. An der Küste des Loch Leurbost steht die denkmalgeschützte Crossbost Free Church.

## Geographie
Bei Loch Leurbost handelt es sich um eine Nebenbucht des größeren Loch Erisort. Die Barkin Isles liegen in der Einfahrt in den Loch Erisort. Deren größte Insel, Tannray, liegt in der Einfahrt in den Loch Leurbost, der in nordwestlicher Richtung in die Landmasse eintritt. Jenseits seiner etwa 0,9 Kilometer weiten Einfahrt verjüngt sich der Meeresarm, der nach etwa 4,4 Kilometern endet.
Während die Südküste von Loch Leurbost unbesiedelt ist, erstrecken sich entlang der Nordküste die Crofter-Siedlungen Leurbost und Crossbost. An seinem Kopf mündet der Abhainn Ghlas ein, welcher die Abflüsse aus dem Loch Thobhta Bridein und dem Loch Soval führt.

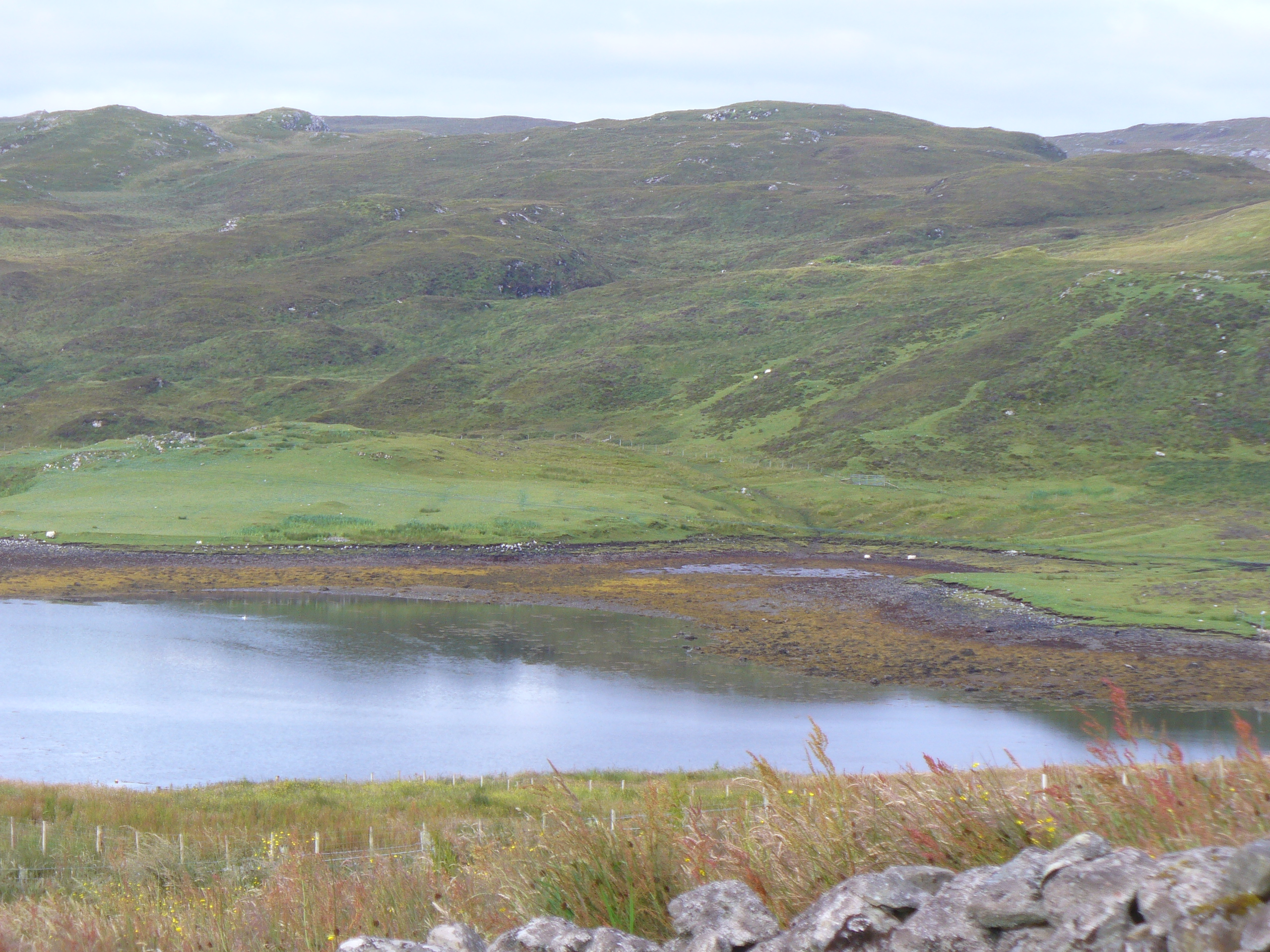
Kopf des Loch Leurbost
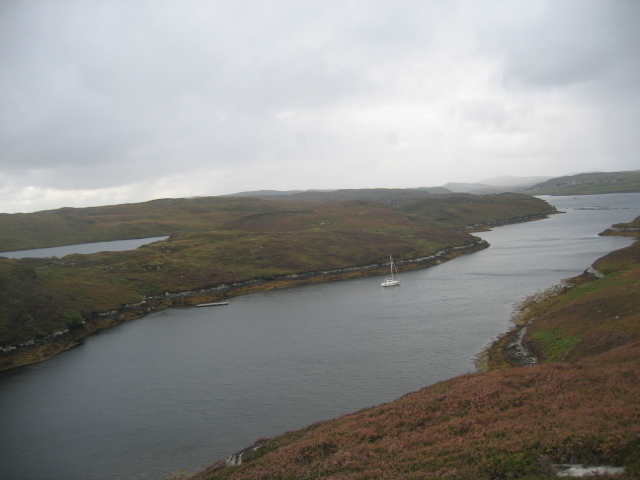
Tob Swordale, eine Nebenbucht des Loch Leurbost
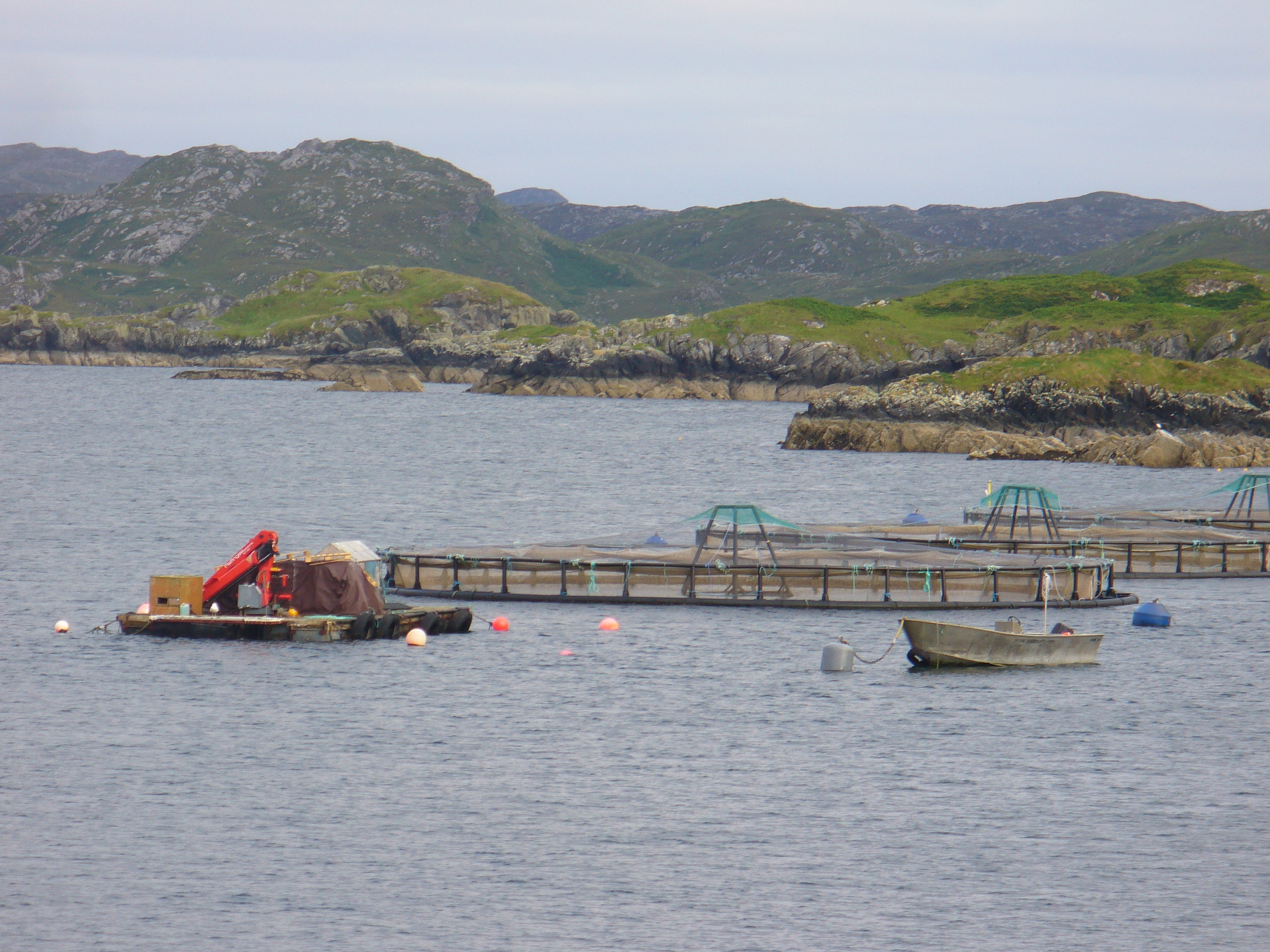
Fischfarm
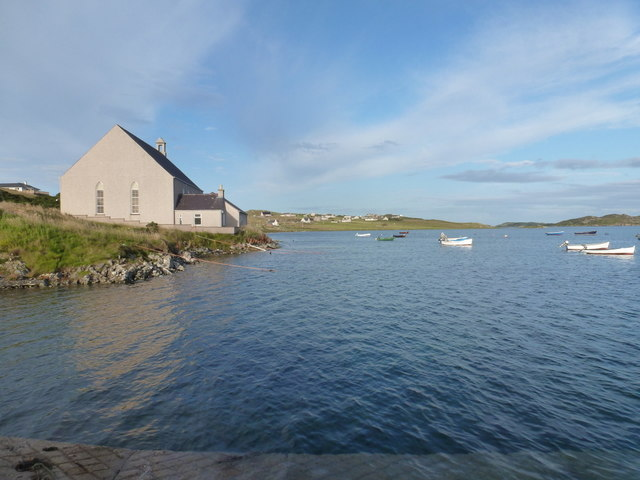
Die Crossbost Free Church an der Nordküste